# Bougou Fana
Pour les articles homonymes, voir Bougou.
Bougou Fana est l'un des quartiers de l'arrondissement de Bougou dans la commune de Djougou au Bénin.

## Démographie
Selon le recensement de la population de 2013 conduit par l'Institut national de la statistique et de l'analyse économique (INSAE, Bougou Fana compte 4 204 habitants.

## Langues
Yom, kotokoli, lokpa, koura, peul, français.

## Éducation
Bougou Fana dispose de plusieurs centres éducatifs : EPP Bougou Centre, EPP Djerôga, EPP Kadjakadiké. Bougou Fana dispose aussi d'un collège d'enseignement publique, le CEG Bougou.

## Santé
Bougou Fana dispose d'un centre de santé publique et de quelques cliniques privées.On y trouve aussi une pharmacie jouant le rôle de dépôt de médicaments.